# Bruno Gantenbrink
Bruno Gantenbrink (* 21. Mai 1949 in Menden) ist ein deutscher Segelflieger, mehrfacher deutscher, Europa- und Weltmeister im Streckensegelflug und ehemaliger Unternehmer.

## Leben
Von seinen Eltern zu sportlicher Betätigung ermuntert, wechselte Gantenbrink im Alter von vierzehn Jahren zum Segelflug, nachdem er vorher kurze Zeit Tennis gespielt hatte.

### Segelflug
Er begann seine fliegerische Karriere Anfang der 1960er-Jahre auf dem heutigen Segelfluggelände Iserlohn-Rheinermark. Schon als Student beteiligte er sich an fliegerischen Wettbewerben. Am Ende eines Wettbewerbs, bei dem er uneinholbar in Führung lag, erlitt er schwere Verletzungen, als er beim Zielanflug seine am Boden wartende Freundin mit einem riskante Manöver beeindrucken wollte, dabei jedoch ins Trudeln geriet und aus knapp 100 Metern Höhe abstürzte. Nach einem vierwöchigen Krankenhausaufenthalt und zwei Wochen im Rollstuhl nahm er die Fliegerei wieder auf und flog auf einer Ka 6 500 Kilometer Strecke.
Später nahm Gantenbrink über Jahrzehnte hinweg regelmäßig an Wettbewerben im Streckensegelflug teil. Er „misst sich heute noch auf Augenhöhe mit der Weltelite“. So wurde er unter anderem bei der Deutschen Segelflug-Meisterschaft 2023 in Bayreuth in der Offenen Klasse am fünften Wertungstag Tageszweiter, wobei er das weltweit größte und leistungsfähigste Sportsegelflugzeug Nimeta flog.
2018 wurde Gantenbrink in die Reihe der „Living Legends of Aviation“ aufgenommen, eine Vereinigung aus etwa 100 berühmten und verdienten Persönlichkeiten der internationalen Luft- und Raumfahrt. Die Laudatio hielt das Mitglied John Travolta.

### Engagement für Sicherheit im Segelflug
Gantenbrink wies immer wieder auf die Gefahren des Segelfliegens hin und kritisierte dabei besonders die verbreitete Behauptung, das Gefährlichste am Fliegen sei die Fahrt zum Flugplatz, als „grandioser Unfug“ und geradezu „idiotischer Satz, wenn man darüber nachdenkt“. Oft verunglückten gerade Piloten, die zu den Besten und Erfahrensten gehörten. Dabei sei die Einstellung der Piloten zur Gefahr oft die eigentliche Ursache und der Respekt vor Risiken häufig zu gering.
Er fordert die Einführung von Kollisions-Warngeräten auch für Drohnen.

### Unternehmerische Tätigkeit
Gantenbrink war Inhaber und Geschäftsführer der BEGA Gantenbrink Leuchten KG, einem Hersteller von Außenleuchten, aus dessen operativer Führung er sich vor einiger Zeit zugunsten der nachfolgenden Generation zurückzog. Daneben war er von 2005 bis 2007 Vorsitzender des Verbandes der Elektro- und Digitalindustrie (ZVEI).
Er sieht das Segelfliegen auch als ideale Schule für Führungskräfte: „Nach welchen Kriterien treffe ich meine Entscheidung? Was ist im Zweifel der kleinere Fehler? Wie viel Risiko kann ich bei einer unsicheren Entscheidung eingehen?“ Stets komme es in Wettbewerbssituationen darauf an, zur richtigen Zeit das Richtige zu tun, wobei die Richtigkeit sich oft erst im Nachhinein beurteilen lasse.

## Auszeichnungen
- Aufnahme in die „Living Legends of Aviation“ (2018)